# Consulat général d'Espagne à Toulouse
Le consulat général d'Espagne à Toulouse est une représentation consulaire du royaume d'Espagne en France. Il est situé rue Sainte-Anne, à Toulouse, en Midi-Pyrénées.